# Terézváros Budapest
Terézvárosi TC, kurz TTC, war ein ungarischer Fußballverein aus Budapest. Er spielte insgesamt 13 Jahre in der ersten ungarischen Liga, der Nemzeti Bajnokság.

## Geschichte
Der Terézvárosi TC wurde im Jahr 1902 als Fővárosi Torna Club (deutsch Hauptstadt-Turnverein) gegründet. Im Jahr 1904 gelang ihm der Aufstieg in die erste ungarische Liga, die Nemzeti Bajnokság. Dort kämpfte er stets um den Klassenverbleib. Im Jahr 1909 änderte er seinen Namen in Terézvárosi Torna Club (deutsch Turnverein Terézváros). Am Ende der Saison 1912/13 musste der Verein erstmals aus der Nemzeti Bajnokság absteigen. Im Jahr 1918 kehrte er ins Oberhaus zurück, in der Saison 1921/22 folgte der abermalige Abstieg. Im Jahr 1926 änderte der Klub seinen Namen in Terézvárosi Futball Club (deutsch Fußballverein Terézváros). 1931 vereinigte sich der Verein mit dem Nemzeti SC zum VII. kerület Nemzeti Sportkedvelők Köre. Im Jahr 1945 wurden sowohl Nemzeti SC und Terézváros als eigenständige Vereine wiederbelebt. Im Jahr 1953 löste der Klub sich auf.